# Palanga (okręg Vâlcea)
Palanga – wieś w Rumunii, w okręgu Vâlcea, w gminie Amărăști. W 2011 roku liczyła 328 mieszkańców.